# سرفايفر سيريس وار غيمز
سرفايفر سيريس وار غيمز أو سرفايفر سيريس 2022 (بالإنجليزية: Survivor Series WarGames)‏ هو عرض مصارعة محترفة من فئة الدفع مقابل المشاهدة وهو العرض السادس والثلاثون من سلسلة عروض سرفايفر سيريس. سيعرض يوم 26 نوفمبر 2020 في مدينة بوسطن بولاية ماساتشوستس.

## وصلات خارجية
- الموقع الرسمي